# Amphicnaeia flavovittata
Amphicnaeia flavovittata är en skalbaggsart som beskrevs av Stefan von Breuning 1940. Amphicnaeia flavovittata ingår i släktet Amphicnaeia och familjen långhorningar. Inga underarter finns listade i Catalogue of Life.